# Кухрамаана Какар
Кухрамаана Какар (англ. Quhramaana Kakar) — афганська активістка за мир. У 2012 році стала лауреаткою премії N-Peace.

## Біографія
Какар стала біженкою після подій 2001 року і втекла до Пакистану. Це спонукало її до активної участі у процесі розбудови миру і, зокрема, до залучення жінок до цього процесу. З 2010 по 2012 рік Какар працювала радницею з гендерних питань Афганістанської програми миру та реінтеграції (Afghanistan Peace and Reintegration Program, APRP). Отримала ступінь магістра (MPhil) у Кембриджському університеті. Заснувала неурядову організацію «Жінки за мир та участь» (Women for Peace and Participation), що базується у Лондоні та Кабулі. У 2012 році отримала премію N-Peace як «рольова модель миру». Була дослідницею у Центрі жінок, миру та безпеки (Centre for Women, Peace and Security) Лондонської школи економіки.
Какар написала кілька оглядів для різних видань, включаючи openDemocracy, Thomson Reuters Foundation News та The Washington Post. Вона є старшим стратегічним радником в британсько-австралійській організації Conciliation Resources.